# Anton Kolm
Anton Kolm, född 12 oktober 1865 i Wien, Österrike-Ungern, död 11 oktober 1922 i Wien, Österrike, var bland de första filmproducenterna och filmregissörerna i Österrike under stumfilmstiden.
Han var gift med Louise Fleck, en av världens första kvinnliga filmregissörer.

## Filmografi
- Von Stufe zu Stufe (1908)
- Hoffmanns Erzählungen (1911)
- Der Müller und sein Kind (1911/II)
- Der Müller und sein Kind (1911/II)
- Trilby (1912)
- Mit Herz und Hans fürs Vaterland(1915)
- Sommeridylle (1916)
- Mir kommt keiner aus (1917)
- Die Jüdin (1918)
- Der Ledige Hof (1919)
- Die Ahnfrau (1919)
- Die Zauberin am Stein (1919)
- Der Tanzende Tod (1920)
- Winterstürme (1920)